# Convenzione di Vienna sulla circolazione stradale
La Convenzione di Vienna sulla circolazione stradale, che origina da precedenti trattati internazionali, è l'atto firmato nel 1968 a Vienna che disciplina la circolazione stradale internazionale in buona parte degli Stati del mondo.
A tale trattato si ispirano e adeguano le leggi nazionali che regolano la circolazione chiamate codici della strada.

## Storia
Al principio del ventesimo secolo la circolazione stradale, pur ancora non diventata un fenomeno di massa, aveva cominciato ad assumere caratteristiche transfrontaliere, spingendo Stati e costruttori ad individuare norme comuni per la disciplina della stessa, per la costruzione dei veicoli e per il mutuo riconoscimento delle abilitazioni alla guida.
In tale contesto storico fu organizzata nel 1909 a Parigi, dal 5 all'11 ottobre, la Conferenza internazionale relativa alla circolazione delle automobili, i cui accordi risultati furono in seguito ratificati dai diversi Stati partecipanti. Il principale risultato di tali lavori fu l'emanazione del principio in base al quale i veicoli, per poter essere ammessi alla circolazione nel territorio dei diversi Stati, necessitano di un esame svolto da un'apposita autorità competente. Tali prove di idoneità vennero previste come finalizzate al soddisfacimento di alcuni requisiti minimi volti a garantire la sicurezza stradale.
Superato il difficile periodo della prima guerra mondiale, il 24 aprile 1926 sempre a Parigi si tenne una seconda conferenza internazionale, che portò all'approvazione di due accordi denominati rispettivamente Convenzione internazionale relativa alla circolazione stradale e Convenzione internazionale relativa alla circolazione automobilistica, la prima recante norme di ordine generale relative alla guida di veicoli automotori o a trazione animale, la seconda focalizzata sui veicoli a motore. Fu in tale occasione che vennero formalizzati i concetti di immatricolazione dei veicoli, patente di guida, segnali di pericolo. Venne altresì previsto che ciascun veicolo fosse identificato attraverso la targa, il contrassegno di identificazione, il nome del costruttore, il numero di telaio e quello del motore.
Diversi Stati delle Americhe, pur avendo aderito alle precedenti "convenzioni", parteciparono nel 1943 ad un'iniziativa in qualche modo concorrente, che portò alla firma della Convenzione sulla regolazione della circolazione automobilistica interamericana firmata il 5 dicembre di tale anno a Washington, in un periodo in cui gli Stati europei erano coinvolti nella seconda guerra mondiale. Giunta finalmente la pace, si tenne nel 1949 la convenzione di Ginevra, convocata dall'ONU, il cui articolo 30 abrogava i precedenti trattati di Parigi e Washington definendo criteri di portata mondiale. Tale Convenzione di Ginevra sulla circolazione stradale fu firmata il 19 settembre dello stesso anno.
Infine l'ONU promosse una ulteriore convezione svoltasi a Vienna dal 7 ottobre all'8 novembre 1968, la nuova conferenza internazionale aveva lo scopo di aggiornare la convenzione di Ginevra: i risultati furono le firme di 36 nazioni partecipanti su 91. La data di effettiva entrata in vigore della convenzione, registrata presso il Segretariato generale delle nazioni Unite con il numero 15705, è il 21 maggio 1977.

## Struttura

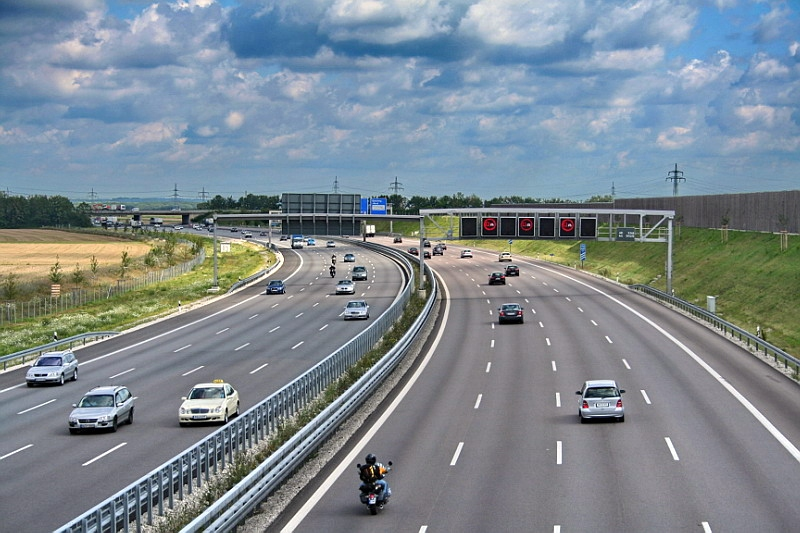
Moderna autostrada tedesca a 4 corsie di marcia

L'aggiornamento della convenzione è regolato dall'art.49 della stessa, che dispone l'aggiornamento automatico, ovvero l'entrata in vigore, trascorsi 18 mesi dalla data di notifica, di ogni emendamento proposto che non abbia ricevuto un rifiuto ufficiale da più di un terzo dei paesi contraenti.

### Capitolo I
Dedicato e intitolato alle "disposizioni generali", il primo capitolo è costituito da quattro articoli, in cui vengono concordate alcune definizioni di base e le disposizioni generali in materia di circolazione stradale, impegnando gli Stati firmatari a recepire quanto stabilito nei propri quadri legislativi nazionali; il quarto capitolo reca le disposizioni generali in materia di segnaletica stradale.

### Capitolo II
Regolamentando nel dettaglio la circolazione stradale, tale capitolo reca norme riferite rivolte tanto ai conducenti di veicoli, quanto ai pedoni e ai conducenti di animali. In esso sono dettagliati fra l'altro i comportamenti da tenere a cura di invalidi o bambini dotati di appositi strumenti di deambulazione, sono descritti i principi che regolano la circolazione dei veicoli su rotaia e i comportamenti da tenere in caso di incidente.

### Capitolo III
Si tratta della sezione che disciplina l'ammissione dei veicoli e dei rimorchi alla circolazione internazionale, definendo i concetti di immatricolazione, di segni distintivi dello Stato di immatricolazione e prescrivendo l'obbligo, per i veicoli in circolazione internazionale, di recare una targa di identificazione.

### Capitolo IV
Oggetto di tale capitolo è la guida dei veicoli, con norme che disciplinano le abilitazioni alla guida e il rilascio delle relative patenti, nonché le possibili relative sospensioni.

### Capitolo V
Alla circolazione dei velocipedi e ciclomotori è dedicato l'intero capitolo, che ne regolamenta l'ammissione alla circolazione internazionale. Per i ciclomotori, in particolare, tale breve sezione detta alcune caratteristiche tecniche obbligatorie.

### Capitolo VI
Le disposizioni finali sono racchiuse nell'ultimo capitolo e disciplinano l'applicazione della convenzione stessa nei vari Paesi sottoscrittori.

### Allegati
I sette allegati alla convenzione specificano dal punto di vista tecnico i dettati degli articoli; nello specifico essi si riferiscono a:
1. Deroghe all'obbligo di ammissione alla circolazione internazionale
2. Numero di immatricolazione degli autoveicoli e dei rimorchi in circolazione internazionale
3. Composizione e posizionamento del segno distintivo dello Stato di immatricolazione
4. Marchi di identificazione degli autoveicoli e dei rimorchi in circolazione internazionale
5. Condizioni tecniche cui gli autoveicoli e i rimorchi devono soddisfare al fine della loro ammissione in circolazione internazionale
6. Patente nazionale di guida
7. Patente internazionale di guida